# Division 2 1959/60
Die Division 2 1959/60 war die 21. Austragung der zweithöchsten französischen Fußballliga. Zweitligameister wurde der FC Grenoble.

## Vereine
Teilnahmeberechtigt waren die 15 Vereine, die nach der vorangegangenen Spielzeit weder in die erste Division aufgestiegen waren noch ihre Lizenz – freiwillig oder gezwungen – aufgegeben hatten; dazu kamen vier Erstligaabsteiger und ein bisheriger Amateurklub, der die Profilizenz erhalten hatte.
Somit spielten in dieser Saison folgende 20 Mannschaften um die Meisterschaft der Division 2:
- drei Mannschaften aus dem äußersten Norden (CO Roubaix-Tourcoing, Absteiger OSC Lille, Neuling US Boulogne),
- drei aus Paris beziehungsweise der Champagne (CA Paris, Red Star Olympique, AS Troyes-Savinienne),
- vier aus dem Nordosten (US Forbach, FC Metz, Absteiger FC Nancy, Racing Club Franc-Comtois Besançon),
- zwei aus dem Westen (FC Rouen, FC Nantes),
- acht aus dem Süden (FC Grenoble, AS Béziers, FC Sète, SO Montpellier, die beiden Absteiger Olympique Alès und Olympique Marseille, AS Aix, AS Cannes).

Einen direkten Auf- und Abstieg in Abhängigkeit vom sportlich erzielten Ergebnis gab es lediglich zwischen erster und zweiter Profi-Division; nach dem Zweiten Weltkrieg war über einige Jahre ein Abstieg in die dritthöchste Spielklasse eingeführt worden, der allerdings inzwischen nicht mehr in Kraft war. Ein Zweitdivisionär konnte also alleine in dem Fall absteigen, dass er seine Lizenz abgab oder sie ihm entzogen wurde. Bisherige Amateurmannschaften hingegen konnten auch weiterhin nur dann zur folgenden Saison in die Division 2 aufsteigen, wenn sie vom zuständigen Verband FFF die Genehmigung erhielten, professionellen Status anzunehmen.
Auch in dieser Saison gab es keine Relegation zwischen dem am schlechtesten platzierten Erstligisten, der nicht direkt abstieg, und dem besten, nicht direkt aufstiegsberechtigten Zweitligisten.

## Saisonverlauf
Jede Mannschaft trug gegen jeden Gruppengegner ein Hin- und ein Rückspiel aus, einmal vor eigenem Publikum und einmal auswärts. Es galt die Zwei-Punkte-Regel; bei Punktgleichheit gab das Torverhältnis den Ausschlag für die Platzierung. In Frankreich wird bei der Angabe des Punktverhältnisses ausschließlich die Zahl der Pluspunkte genannt; hier geschieht dies in der in Deutschland zu Zeiten der 2-Punkte-Regel üblichen Notation.
Der Kampf um die vier Aufstiegsplätze blieb lange offen und umfasste auch im letzten Monat noch sieben Mannschaften. Als erste sicherten sich Grenoble und Vorsaisonabsteiger Nancy ihre Aufstiegstickets, während die beiden verbleibenden erst am letzten Spieltag endgültig vergeben wurden. Für die sechs „olympischen“ Vereine war es sportlich kein gutes Jahr: die Absteiger aus Alès, Marseille und Lille beendeten die Spielzeit im tabellarischen „Niemannsland“, Red Star Olympique aus Saint-Ouen und Stade Olympique aus Montpellier gewannen zwar mehr Punkte als diese, verpassten den Aufstieg aber gleichfalls, und Roubaix-Tourcoing schloss die Saison sogar nur auf dem drittletzten Platz – und damit sogar noch zwei Ränge hinter dem „Dauerschlusslicht“ der 1950er Jahre, CA Paris – ab. Auch der Neuling aus Boulogne-sur-Mer tat sich in seiner Premierensaison sehr schwer.
Mit einem Mittelwert von nur knapp 2,9 Toren je Spiel (1.092 Treffer in 380 Begegnungen) stellten die teilnehmenden Mannschaften zudem einen neuen Negativrekord in der Geschichte der Division 2 auf. Die Torjägerkrone gewann Claude Corbel aus Rouen mit 29 Toren. Nach Saisonende verloren mit dem FC Sète (freiwilliges Ausscheiden) und Red Star Olympique (Zwangsabstieg in die regionale Gruppe der Division d’Honneur aus finanziellen Gründen) zwei Vereine ihren Profistatus, die in der Zeit zwischen den Weltkriegen zu den erfolgreichsten Frankreichs gehört hatten. Zur folgenden Spielzeit kamen vier Absteiger aus der Division 1 (FC Sochaux, Racing Strasbourg, SC Toulon und Girondins Bordeaux) neu hinzu; außerdem erteilte der Verband der AS Cherbourg-Stella erstmals eine Profilizenz, so dass die zweite Liga dann mit 19 teilnehmenden Mannschaften ausgetragen werden sollte.

## Abschlusstabelle
| Pl. | Verein                  | Sp. | S  | U  | N  | Tore    | Quote | Punkte |
| --- | ----------------------- | --- | -- | -- | -- | ------- | ----- | ------ |
| 1.  | FC Grenoble             | 38  | 22 | 7  | 9  | 055:330 | 1,67  | 51:25  |
| 2.  | FC Nancy (A)            | 38  | 19 | 12 | 7  | 061:390 | 1,56  | 50:26  |
| 3.  | FC Rouen                | 38  | 21 | 5  | 12 | 077:450 | 1,71  | 47:29  |
| 4.  | AS Troyes-Savinienne    | 38  | 21 | 5  | 12 | 065:540 | 1,20  | 47:29  |
| 5.  | Red Star Olympique      | 38  | 21 | 4  | 13 | 069:450 | 1,53  | 46:30  |
| 6.  | FC Metz                 | 38  | 18 | 9  | 11 | 058:420 | 1,38  | 45:31  |
| 7.  | SO Montpellier          | 38  | 18 | 8  | 12 | 057:580 | 0,98  | 44:32  |
| 8.  | FC Nantes               | 38  | 16 | 9  | 13 | 058:480 | 1,21  | 41:35  |
| 9.  | Olympique Alès (A)      | 38  | 13 | 14 | 11 | 048:420 | 1,14  | 40:36  |
| 10. | Olympique Marseille (A) | 38  | 16 | 5  | 17 | 057:630 | 0,90  | 37:39  |
| 11. | OSC Lille (A)           | 38  | 12 | 12 | 14 | 062:620 | 1,00  | 36:40  |
| 12. | AS Béziers              | 38  | 12 | 12 | 14 | 051:590 | 0,86  | 36:40  |
| 13. | Racing FC Besançon      | 38  | 14 | 7  | 17 | 050:440 | 1,14  | 35:41  |
| 14. | FC Sète                 | 38  | 13 | 9  | 16 | 043:520 | 0,83  | 35:41  |
| 15. | US Forbach              | 38  | 10 | 13 | 15 | 052:570 | 0,91  | 33:43  |
| 16. | CA Paris                | 38  | 14 | 3  | 21 | 061:680 | 0,90  | 31:45  |
| 17. | AS Cannes               | 38  | 11 | 9  | 18 | 045:740 | 0,61  | 31:45  |
| 18. | CO Roubaix-Tourcoing    | 38  | 7  | 14 | 17 | 048:650 | 0,74  | 28:48  |
| 19. | US Boulogne (N)         | 38  | 8  | 11 | 19 | 042:730 | 0,58  | 27:49  |
| 20. | AS Aix                  | 38  | 6  | 8  | 24 | 033:790 | 0,42  | 20:56  |

Platzierungskriterien: 1. Punkte – 2. Torquotient – 3. geschossene Tore
| (A) | Absteiger aus der Division 1 1958/59 |
| (N) | Neuaufsteiger                        |